# Distretto municipale di Gonja Ovest
Il distretto municipale di Gonja Ovest (ufficialmente West Gonja Municipal District, in inglese) è un distretto della Regione di Savannah del Ghana.

## Monumenti e luoghi di interesse
- L'antica moschea in fango di Larabanga